# Bosque nacional Tongass
El bosque Nacional Tongass, en el sureste de Alaska, es el mayor bosque nacional de los Estados Unidos, pues ocupa una superficie de 69 000 km². La mayor parte de Tongass está cubierta por bosque lluvioso templado y es lo suficientemente remota como para albergar muchas especies de flora y fauna raras y en peligro de extinción. Además, comprende las islas del archipiélago Alexander, fiordos, glaciares y picos de las montañas de la costa. La frontera internacional con Canadá (Columbia Británica) discurre a lo largo de la cresta de la cordillera fronteriza de las montañas Costeras. El bosque es administrado desde las oficinas del Servicio Forestal en Ketchikan. Hay varios locales donde se encuentran las oficinas del distrito de guardaparques ubicados en Craig, Hoonah, Juneau, Ketchikan, Petersburg, Sitka, bahía Thorne, Wrangell, y Yakutat.
Conocido por el Servicio Forestal de los Estados Unidos como la joya de la corona, el Tongass se extiende a lo largo de 17 millones de acres y es el nosque Nacional más grande de Alaska. La Liga de Vida Silvestre de Alaska describe el Tongass como «uno de los últimos bosques templados lluviosos intactos del mundo». 70 000 personas habitan la región. Si bien la industria maderera dominó la economía durante mucho tiempo, la región ha transitado hacia fuentes de ingresos no madereros, como la recreación, la alimentación, el salmón, el uso científico y la captación de carbono, que aportan más de 2000 millones de dólares anuales. El turismo genera más de 10 000 empleos en el Tongass, de los cuales aproximadamente el 10% está relacionado con la pesca.

## Historia
La Reserva Forestal del Archipiélago Alexander fue establecida por Theodore Roosevelt en una proclama presidencial del 20 de agosto de 1902. Otra proclamación presidencial, emitida por Roosevelt el 10 de septiembre de 1907, creó el Bosque Nacional Tongass. El 1 de julio de 1908, los dos bosques se unieron y el área forestal combinada abarcó la mayor parte del sudeste de Alaska. Otras proclamaciones presidenciales del 16 de febrero de 1909 (en los últimos meses de la administración Roosevelt) y del 10 de junio, y en 1925 (durante la presidencia de Calvin Coolidge) ampliaron el Tongass. Uno de los primeros supervisores del bosque fue William Alexander Langille.
El 4 de septiembre de 1971, el vuelo 1866 de Alaska Airlines se estrelló en el Tongass, un accidente que se saldó la muerte de 111 personas que había a bordo.